# میمون قرمز اوزونگوا
میمون قرمز اوزونگوا (نام علمی: Piliocolobus gordonorum) نام یک گونه از سرده میمون سرخ است.